# Trombocitička trombocitopenična purpura
Trombocitička trombocitopenična purpura ili Moschcowitzev sindrom (skraćeno TTP) je rijetka bolest uzrokovana poremećajem koagulacije zbog čega u malim krvnim žilama nastaju krvni ugrušci. Rijetki nasljedni oblik TTP se naziva Upshaw-Schülmanov sindrom. Bolest je nazvana prema liječniku Eli Moschcowitz koji je prvi opisao slučaj u bolnici u New York 1925.g.

## Simptomi
Simptomi koje uzrokuje TTP nisu specifični za bolest, ali postoji kombinacija pet simptoma (tzv. pentada) koja upućuje na bolesti, iako neki simptomi kod TTP mogu i izostati:
- neurološki simptomi, npr. halucinacije, promjene ponašanja, promjena mentalnog stanja, moždani udar, glavobolja
- zatajenje bubrega
- povišena tjelesna temperatura
- trombocitopenija
- mikorangiopatska hemolitička anemija (žutica, anemija)

## Uzroci
Do nastanka TTP, kao i ostalih mikroangiopatskih hemolitičkih anemija, dolazi zbog spontane agregacije trombocita i aktivacije koagulacijskog sustava u malim krvnim žilama. TTP se može u grubo po patogenezi podijeliti na:
- idiopatska TTP čiji nastanak se povezuje s inhibicijom metaloproteinaze ADAMTS13 antitijelima. ADAMTS13 je enzim koji razgrađuje von Willebrandov faktor (vWF), bjalančevinu koja sudjeluje u povezivanju trombocita u krvni ugrušak, te zbog nedostatka toga enzima, povećana količina vWF povećava sklonost zgrušavanju krvi. Ova teorija se naziva Furlan-Tsai hipoteza, a njoj u prilog govore podaci o 80% oboljelih od idiopatske TTP kod kojih je aktivnost enzima ADAMTS13 smanjena na manje od 5%, te podatak da je kod 44-56% oboljelih od idiopatske TTP utvrđen inhibitor enzima ADAMTS13.
- sekundarni TTP nastaje kada određena stanja (tumor, lijekovi, infekcija virusom HIV, trudnoća) uzrokuju TTP
- Upshaw-Schülmanov sindrom je rijetki nasljedni deficit enzima metaloproteinaze ADAMTS13, kod koje se javljaju simptomi TTP tek kada neka druga bolest povisi količinu vWF (npr. infekcija).

## Liječenje
U liječenju bolesti koristi se plazmafereza, imunosupresivna terapija, glukokortikosteroidi, vinkristin, ciklofosfamid, a bolesnici su i splenektomirani.
|  | Molimo pročitajte upozorenje o korištenju medicinskih informacija. Ne provodite liječenje bez savjetovanja s liječnikom! |